# 大川寛
大川 寛（おおかわ ひろし、1933年2月21日 - 2011年3月22日）は、日本の元プロボクサー。本名は小川 寛（おがわ - ）。戸籍上の出生地は千葉県山武郡片貝町であり、出身地は東京都台東区浅草。元日本フェザー級（2度獲得）・ライト級、OBF東洋ライト級・ジュニアライト級王者。現役時代は共栄ジム（後の極東ボクシングジム、現在の極東ボクシングクラブ）所属。大川ボクシングジムを開設し、その初代会長を務めた。

## 人物
脚が長く均整のとれた体を持ち、左右のフックやスピードのある右ストレートを武器に3階級5王座を制覇した技巧派である。
極東ジムが秋山政司、大越利晴といった日本王者らを抱えて全盛期を迎えていた当時、後に精密機械と言われる世界王者沼田義明を育てた小高伊和夫会長の愛弟子であった大川が本名の小川を変えて戦ったのは、心臓が小さいのは名前からきていると小高会長が案じたためであった。
試合経験が豊富でピストン堀口、花田陽一郎、辰巳八郎、秋山政司に次いで100戦あまりを戦ったが、ボクシングがやや消極的な代わりにクリンチ技術に長け、23敗のうちKO負けは3度にとどまった。

## 来歴

### プロ
1948年1月31日、プロデビュー戦で判定勝利を収めた。
1954年3月13日、田中昇に3RKO勝利を収めて日本フェザー級王座を獲得。中西清明に判定負けを喫して7度目の防衛に失敗したが、約8か月後の1957年4月19日、中西との通算4度目の対戦で王座を奪い返した。
1956年6月28日、金子繁治の持つOBF東洋フェザー級王座に挑戦したが、判定負けを喫して唯一の王座挑戦失敗となった。

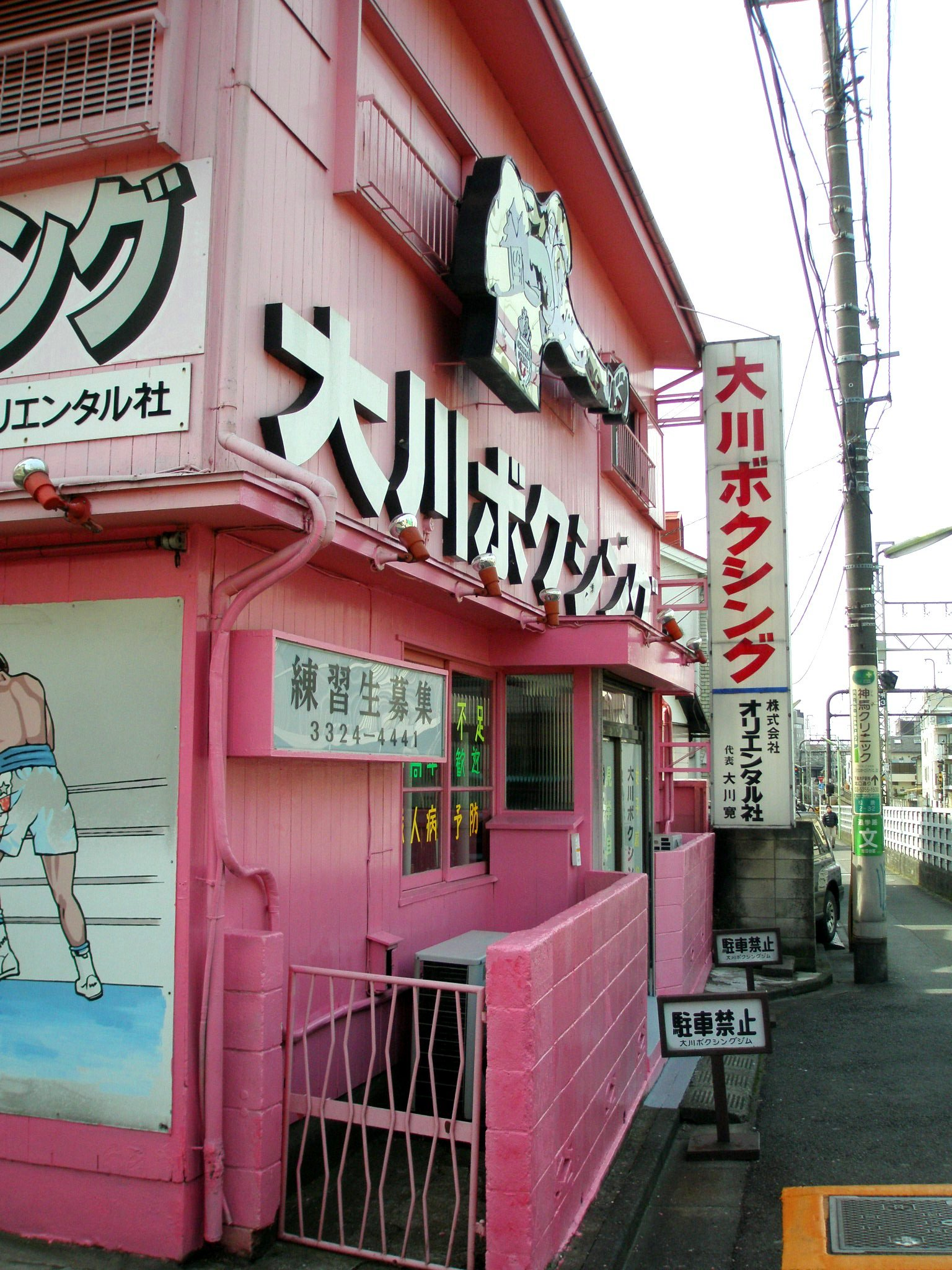
東京都世田谷区松原に所在した大川ボクシングジムの外観。京王線高架化工事に伴う立退きにより、2013年12月27日をもって閉鎖された

1957年8月4日、小林秀人を判定で下して日本ライト級王座を獲得。9日後の8月13日、OBF王座挑戦のために同王座を返上した。
同年11月20日、オムサップ・ラエムファバーに9RKO勝利を収めてOBF東洋ライト級王座を獲得。1度防衛後の翌1958年3月2日、フィリピンの英雄と言われたフラッシュ・エロルデに判定負けとなって同王座を失い、同年6月17日、高山一夫に判定負けを喫して日本フェザー級王座を失った。
1960年6月30日、東洋（後の東洋太平洋）ボクシング連盟が新設したジュニアライト級の初代王座を決定戦勝利により獲得。1961年5月4日、キリサク・バーボスの右フックを顔面に受けて2度目の防衛に失敗。この試合を最後に現役を引退した。

### 引退後
広告代理店を営み、1962年3月13日に自ら開設した大川ボクシングジムで会長を務め、プロ13戦目で第34代日本ライト級王座を獲得した大友巌（1987年度プロ・アマチュア年間表彰プロ部門KO賞受賞、1988、1989年度同努力賞受賞）、45歳でプロとしてKO勝利を収めた第19代日本スーパーバンタム級王者横田広明（1990、1991、1993年度同努力賞受賞）らの選手を育てた。大川ジムは2011年現在、日本プロボクシング協会には加盟していないが、大友巌らコーチの指導でザ・おやじファイトへの参加者などがトレーニングをしている。
2011年3月22日、肝癌のため、自宅で死去した。

## 戦績
プロボクシング：116戦75勝 (27KO) 23敗4分1ND13EX[* 2]
| 戦           | 日付           | 勝敗 | 時間 | 内容 | 対戦相手                         | 国籍       | 備考                              |
| ------------ | -------------- | ---- | ---- | ---- | -------------------------------- | ---------- | --------------------------------- |
| 26           | 1952年3月1日   | 敗北 | 6R   | 判定 | 金子繁治 （笹崎）                | 日本       |                                   |
| 30           | 1952年7月16日  | 敗北 | 8R   | 判定 | 中西清明 （坂口）                | 日本       |                                   |
| 42           | 1954年3月13日  | 勝利 | 3R   | KO   | 田中昇（京浜）                   | 日本       | 日本フェザー級タイトルマッチ      |
| 43           | 1954年4月21日  | 敗北 | 10R  | 判定 | フラッシュ・エロルデ             | フィリピン |                                   |
| 51           | 1954年10月15日 | 勝利 | 10R  | 判定 | 小林秀人 （協和）                | 日本       | 日本フェザー級王座防衛1           |
| 53           | 1955年2月16日  | 勝利 | 10R  | 判定 | 田中昇 （京浜）                  | 日本       | 日本フェザー級王座防衛2           |
| 55           | 1955年4月13日  | 勝利 | 10R  | 判定 | 赤沼明由 （革新）                | 日本       | 日本フェザー級王座防衛3           |
| 57           | 1955年8月17日  | 勝利 | 10R  | 判定 | 大久保邦衛 （秀和）              | 日本       | 日本フェザー級王座防衛4           |
| 59           | 1955年10月8日  | 勝利 | 10R  | 判定 | 笹崎義弘 （笹崎）                | 日本       | 日本フェザー級王座防衛5           |
| 61           | 1956年1月6日   | 勝利 | 10R  | 判定 | 中西清明 （AO）                  | 日本       | 日本フェザー級王座防衛6           |
| 63           | 1956年6月28日  | 敗北 | 12R  | 判定 | 金子繁治 （笹崎）                | 日本       | OBF東洋フェザー級タイトルマッチ   |
| 64           | 1956年8月30日  | 敗北 | 10R  | 判定 | 中西清明 （AO）                  | 日本       | 日本フェザー級王座陥落            |
| 69           | 1957年4月19日  | 勝利 | 10R  | 判定 | 中西清明 （AO）                  | 日本       | 日本フェザー級タイトルマッチ      |
| 73           | 1957年8月4日   | 勝利 | 10R  | 判定 | 小林秀人 （協和）                | 日本       | 日本ライト級タイトルマッチ／返上  |
| 75           | 1957年11月20日 | 勝利 | 9R   | KO   | オムサップ・ラエムファバー       | タイ       | OBF東洋ライト級タイトルマッチ     |
| 76           | 1958年1月5日   | 勝利 | 9R   | KO   | オムサップ・ラエムファバー       | タイ       | OBFライト級王座防衛1              |
| 78           | 1958年3月2日   | 敗北 | 12R  | 判定 | フラッシュ・エロルデ             | フィリピン | OBFライト級王座陥落               |
| 80           | 1958年6月17日  | 敗北 | 10R  | 判定 | 高山一夫 （帝拳）                | 日本       | 日本フェザー級王座陥落            |
| 95           | 1960年6月30日  | 勝利 | 12R  | 判定 | ソムキャット・キャットムアジョン | タイ       | OBF東洋ジュニアライト級王座決定戦 |
| 98           | 1960年11月23日 | 勝利 | 8R   | KO   | ギル・フローレス                 | フィリピン | OBFジュニアライト級王座防衛1      |
| 102          | 1961年5月4日   | 敗北 | 12R  | 判定 | キリサク・バーボス               | フィリピン | OBFジュニアライト級王座陥落       |
| テンプレート |                |      |      |      |                                  |            |                                   |

## 獲得タイトル
- 第7代日本フェザー級王座（防衛6）
- 第9代日本フェザー級王座（防衛0）
- 第10代日本ライト級王座（獲得返上）
- 第10代OBF東洋ライト級王座（防衛1）
- 初代OBF東洋ジュニアライト級王座（防衛1）

受賞歴
- プロ・アマチュア年間表彰
  - 1955年度プロ部門努力賞
  - 1957年度プロ部門努力賞
  - 1960年度プロ部門努力賞